# その木戸を通って
その木戸を通って（そのきどをとおって）は、山本周五郎の短編小説、およびそれを原作とした日本のテレビドラマ作品。

## テレビドラマ

### 1966年版
- シオノギテレビ劇場「その木戸を通って」（1966年8月18日、フジテレビ、出演：仲代達矢、新珠三千代、柳永二郎、小林哲子、花沢徳衛）

### 1993年版

#### 制作
日本で初めてのハイビジョン放送の試験放送向けのテレビドラマとして1993年にフジテレビが制作した。
主演の中井貴一は監督の市川崑から「この映画はどこにも公開しないし、報酬も安いが、後世には役に立つから出演してくれないか」と頼まれて引き受けたと、菊池映画祭のトークショーの中で述べた。
また、中井は「ハイビジョン映像では細部まではっきりと映ってしまうが当時はCGや特殊メイクの技術が現在ほど発達していなかったため、アップになったときの俳優のカツラの網部分まで見えるという理由で何度もリテイクがかかり、監督にキレてしまった」と振り返っている。

#### 公開
制作後、35mmフィルムに変換されたうえでベネチア国際映画祭とロッテルダム国際映画祭で上映されたが、2008年に劇場公開されるまでの間、幻の映画として扱われていた
2016年3月には熊本県菊池市で開かれた菊池映画祭2016において中井貴一特集の一環として上映された。

#### キャスト
- ふさ:浅野ゆう子
- 平松正四郎:中井貴一
- 田原角之助:榎木孝明
- 岩井勘解由（正四郎の父）:石坂浩二
- 加島大学:神山繁
- むら:岸田今日子
- 吉塚助十郎:井川比佐志
- 田原権右衛門:フランキー堺
- うじきつよし
- 桜金造
- 白島靖代
- 光石研
- 渕野一生
- 古柴香織
- 出川哲朗
- 吉沢梨絵
- 山口真司
- 世古陽丸
- 土屋汐里
- 岡田茂
- 宮内ゆう子
- 平井靖
- 橋本和博
- 池田勝志
- 元谷公美
- 畑誠
- 蛯名勝
- 東田達夫

#### スタッフ
- 監督 - 市川崑
- 原作 - 山本周五郎
- 脚本 - 中村努、市川崑
- 音楽 - 谷川賢作
- 企画 - 能村庸一、遠藤龍之介
- プロデューサー - 酒井彰、鎌田敏郎
- 撮影 - 秋場武男
- 美術 - 松下朗
- 照明 - 本間利明
- 音声 - 大河真
- 調音 - 大橋鉄矢
- 編集 - 長田千鶴子
- 記録 - 山下千鶴
- 音響効果 - 斉藤昌利
- 助監督 - 佐々部清
- 製作主任 - 紺野生、酒井実